# 南瀛天文教育園区

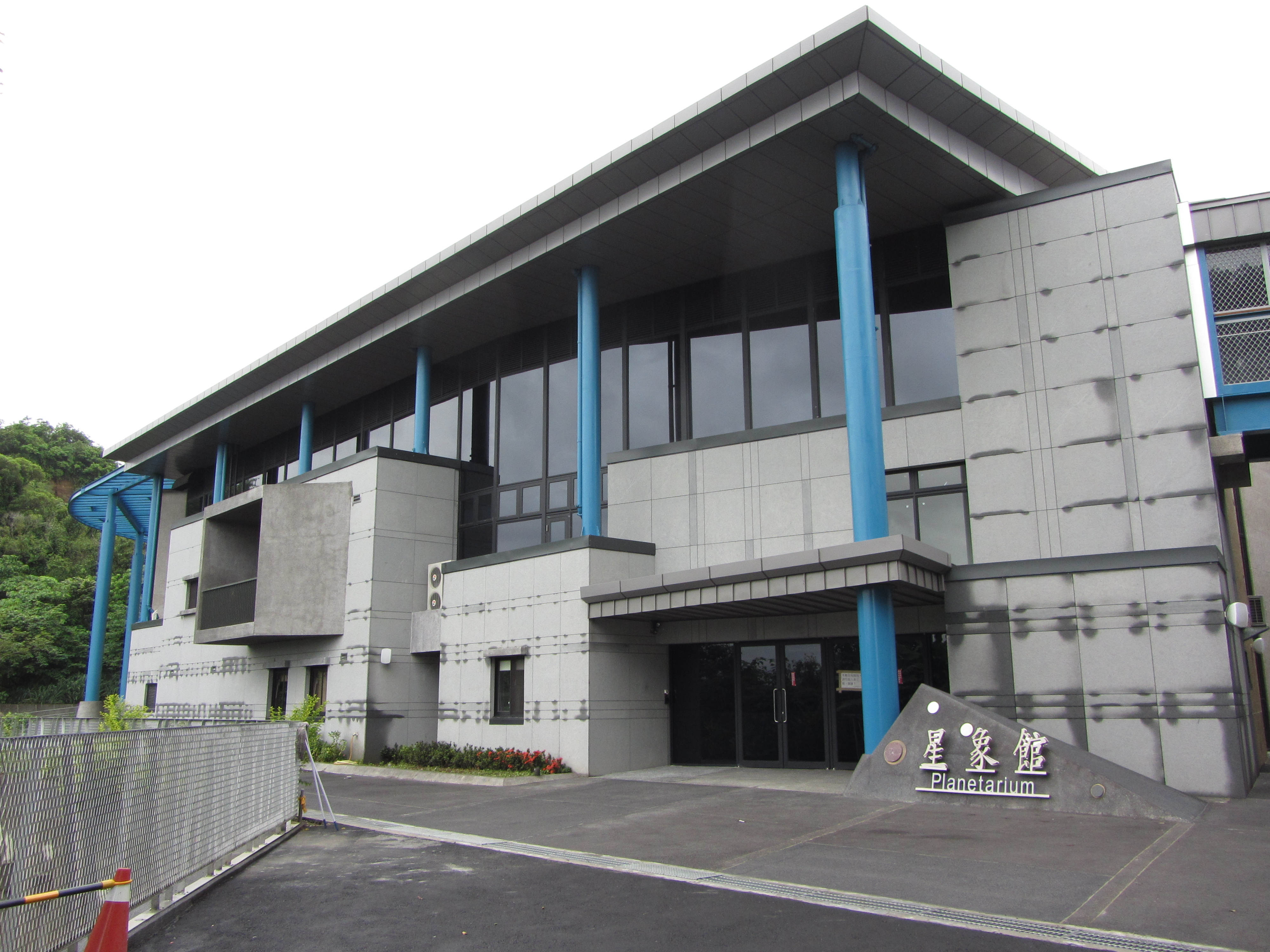
南瀛天文教育園区

南瀛天文教育園区は台南市大内区に位置している天文教育館であり、旧台南県が天文学の教育を推進することを主要な目的として設立した。敷地面積12haで、光害が比較的少ない二重溪公山の山上に建設され、国道3号（フォルモサ高速公路）および東西向快速道路に近い。2000年に建設が開始され、2013年6月29日正式オープンした。

## 施設
- ドーム観測室：台湾で最大の天文台ドームで、炭素60の結晶構造を模したアルミ複合板製。
  - 76cm ニュートン式望遠鏡：鹿林天文台の1m カセグレン式反射望遠鏡に次ぐ台湾で2番目の口径の望遠鏡。
- スライドルーフ観測室
  - 30cm カセグレン式反射望遠鏡
  - 25cm リッチークレチアン望遠鏡
- 天文教室：天文学に関する学習活動に使われ、天文学の講義や天文ビデオの上映などが行われている。
- 図書閲覧室：天文学の専門書と天文に関する児童書が備えられている。